# Dracula II: Înălțarea
Dracula II: Înălțarea (Dracula II: Ascension) este un film românesc și american din 2003 regizat de Patrick Lussier, cu actorii Jason Scott Lee, Stephen Billington și Diane Neal în rolurile principale. Este bazat pe romanul Dracula de Bram Stoker. 

## Distribuție
- Jason Scott Lee - Father Uffizi
- Jason London - Luke
- Khary Payton - Kenny
- Craig Sheffer - Lowell
- Diane Neal - Elizabeth Blaine
- Brande Roderick - Tanya
- Tom Kane - the voice of Cartoon Voice of Doctor
- John Light - Eric
- Stephen Billington - Dracula/Judas Iscariot
- Nick Phillips - Officer Smith
- John Sharian - Officer Hodge
- Roy Scheider - Cardinal Siqueros
- David J. Francis - Iisus Hristos